# Liste d'écrivains italiens par année de naissance

## Nés auIXesiècle
- ?   - ?    — Erchempert ou Herempert (Erchempertus en latin; Erchemperto en italien), moine de l'abbaye du Mont-Cassin, historien et chroniqueur

## Nés auXIIesiècle
- v. 1114 -  v. 1187 — Gérard de Crémone
- v. 1130 - 1202 — Joachim de Flore
- v.1190 - 1265 — Tommaso da Celano
- v.1190 - 1249 — Pier della Vigna
- v. 1190 - 1243 — Guido Fabe
- (fin du XIIe siècle - ap. 1253) — Albertano da Brescia

## Nés auXIIIesiècle
- Andrea da Grosseto
- Giacomino da Verona
- Cielo d'Alcamo
- Compiuta Donzella
- ? - 1276 — Gérard de Borgo San Donnino

### 1200-1249
- v.1210 - 1260 — Giacomo da Lentini
- v.1210 - 1287 — Guido delle Colonne
- v.1217/1220 - 1274 — Bonaventura da Bagnoreggio
- v.1220 - 1290 — Bonagiunta Orbicciani
- 1221- 1288 — Salimbene de Adam

- v.1227 - 1279 —Rinaldo d'Aquino
- 1228-1298 — Jacques de Voragine
- v. 1230-1306 — Jacopone da Todi
- 1235-1294 — Guittone d'Arezzo
- v.1240 - 1292 — Bono Giambioni

### 1250-1299
- v. 1250-1300 — Guido Cavalcanti
- v.1250-1313/1315  — Bonvesin de la Riva
- 1254-1324 — Marco Polo
- v. 1258- v. 1312 — Cecco Angiolieri
- 1259 - 1330 — Ubertino de Casale
- v.1262 - 1348 — Ugolino da Brunforte
- 1265-1321 — Dante Alighieri
- 1261-1329 — Albertino Mussato
- 1270 - 1332 —Folgore da San Gimignano
- 1270 - 1342 — Domenico Cavalca
- v. 1276-1348 — Giovanni Villani
- v. 1281-1367 — Paul del Abbaco (Paolo dell'Abbaco)
- (fin du XIII°) — Giacomo Pugliese
- (fin du XIII°) — Stefano Pronotaro
- (fin du XIII°) — Chiaro Davanzati
- (fin du XIII°-1336) — Cenne della Chitarra

## Nés auXIVesiècle

### 1300-1349
- 1302 - 1357 —Jacopo Passavanti
- 1304-1374 — François Pétrarque
- v. 1305 - v. 1366 — Guglielmo da Pastrengo
- 1313-1375 — Boccace
- v. 1335 -  v. 1400 — Franco Sacchetti

### 1350-1399
- v. 1350 -  1399 — Bianco da Siena
- 1370-1444 — Leonardo Bruni, humaniste, écrivain, historien et homme politique florentin.
- 1372-1462 — Palla Strozzi (Palla di Onorio Strozzi) (1372-1462)

## Nés auXVesiècle

### 1400-1449
- 1404-1449 — Domenico di Giovanni
- 1407 - 1457 — Laurent Valla
- v. 1410-1484 — Feo Belcari
- 1420-1478 — Agostino Dati
- 1427-1503 — Antonio Bonfini
- v. 1436-1516 — Baptiste Spagnoli
- 1448-1514 — Bernardo Rucellai

### 1450-1499
- 1453-1505 — Filippo Beroaldo
- v. 1455-1530 — Jacopo Sannazaro
- 1465-1536 — Bernardo Accolti
- 1469-1510 — Francesco Albertini
- 1469-1527 — Nicolas Machiavel
- 1470-1547 — Pietro Bembo
- 1474-1533 — L'Arioste
- 1477-1547 — Jacopo Sadoleto
- 1478-1529 — Baldassare Castiglione
- 1478-1535 — Bernardino Arluno
- 1478-1554 — Bernardino Scardeone
- 1485-1561 — Mathieu Bandello
- 1485-1566 — Marco Girolamo Vida (Marcus Hieronymus Vida)
- 1491-1544 — Teofilo Folengo
- 1492 - 1556 — Pierre l'Arétin
- 1495-1558 — Fra Marco da Nizza
- v. 1496-1542 — Angelo Beolco, dit Ruzzante ou Ruzante.

## Nés auXVIesiècle

### 1500-1549
- ? - ? — Simeone Zuccolo
- v. 1501-1558 — Basilio Zanchi
- 1502-1565 — Benedetto Varchi
- 1503-1556 — Giovanni Della Casa
- 1515-1575 — Giuseppe Betussi
- 1515-1564 — Lodovico Domenichi
- 1515-1572 — Giovanni Stefano Montemerlo
- 1515 ou 1520-1579 — Giovan Antonio Rusconi
- 1518-1581 — Uberto Foglietta
- vers 1521-1581 — Remigio Nannini ou Rémi de Florence
- 1529-1606 — Bernardo Davanzati
- 1530-1599 — Curzio Gonzaga
- 1531-1609 — Celio Malespini
- 1537-1588 — Raffaello Borghini, dramaturge, poète et critique d'art
- 1538-1612  — Giovanni Battista Guarini
- 1539-1589  — Leonardo Salviati
- 1544-1595 — Torquato Tasso (Le Tasse)

### 1550-1599
- actif de 1552 à 1579 — Ascanio Centorio Degli Ortensi
- vers 1552-1625 — Paolo Beni
- 1555-1592 — Moderata Fonte
- 1556-1613 — Trajano Boccalini
- 1566 ou 1575-1632 — Giambattista Basile, connu pour ses recueils de contes, adaptés ensuite par Charles Perrault et les frères Grimm.
- 1568-1639 — Tommaso Campanella
- 1586-1666 — Agostino Lampugnani
- 1592-1675  — Emanuele Tesauro
- 1594-1650 — Luigi Novarini

## Nés auXVIIesiècle
- 1607-1699 — Paul Abriani
- 1608-1685 — Daniello Bartoli
- 1610-1675 — Giuseppe Battista
- v. 1630-1698 — Nicolò Minato
- 1634-1684 — Ercole Zani
- 1649-1716 — Giovanni Antonio Andreoni
- 1650-1718 — Michelangelo Fardella
- 1653-1729 — Antonio Maria Salvini
- 1668-1750 — Apostolo Zeno
- 1668-1735 — Giacinto Gimma
- 1672-1750 — Ludovico Antonio Muratori
- 1675-1755 — Girolamo Baruffaldi
- 1676-1742 — Niccolò Gaburri
- 1676 - 1748 — Pietro Giannone
- 1689-1775 — Giovanni Gaetano Bottari

## Nés auXVIIIesiècle
- 1703-1747 — Tommaso Crudeli
- 1707-1793 — Carlo Goldoni
- 1707-1767 — Domenico Ravizza
- 1708-1754 — Laurent Guazzesi
- 1712-1785 — Pietro Chiari
- 1716-1793 — Appiano Buonafede
- 1719-1789 — Giuseppe Baretti
- 1724-1792 — Anton Maria Vannucchi
- 1725-1798 — Giacomo Casanova di Seingalt
- 1729-1799 — Giuseppe Parini
- 1731-1794 — Girolamo Tiraboschi
- 1737-1791 — Giustiniana Wynne di Rosenberg-Orsini
- 1740-1792 — Giovanni Cristofano Amaduzzi
- 1742-1821 — Clemente Bondi
- 1749-1803 — Vittorio Alfieri
- 1766-1837 — Carlo Giuseppe Guglielmo Botta
- 1778-1827 — Niccolò Ugo Foscolo
- 1781-1860 — Bartolomeo Borghesi (Comte)
- 1784-1858 — Emanuele Bidèra
- 1785-1873 — Alessandro Manzoni
- 1791-1863 — Giuseppe Gioachino Belli
- 1798-1836 — Giovanni Zuccala
- 1798-1837 — Giacomo Leopardi

## Nés auXIXesiècle
- 1806-1888 — Antonio Ranieri
- 1801-1852 — Salvatore Cammarano
- 1820-1888 — Giacomo Zanella
- 1826-1890 — Carlo Collodi
- 1831-1890 — Antonio Buccellati
- 1831-1861 — Ippolito Nievo
- 1832-1893 — Teresa de Gubernatis
- 1835-1907 — Giosuè Carducci
- 1836-1914 — Camillo Boito
- 1838-1898 — Angelo Lo Jacono
- 1839-1869 — Iginio Ugo Tarchétti
- 1840-1922 — Giovanni Verga
- 1842-1911 — Antonio Fogazzaro
- 1842-1918 — Arrigo Boito
- 1849-1921 — Ottone Bacaredda
- 1855-1910 — Vittoria Aganoor
- 1857-1941 - Luigi Natoli
- 1861-1927 — Federico De Roberto
- 1861-1928 — Italo Svevo
- 1862-1911 — Emilio Salgari
- 1863-1938 — Gabriele D'Annunzio
- 1867-1936 — Luigi Pirandello
- 1868-1937 — Zino Zini
- 1871-1936 — Grazia Deledda
- 1876-1944 — Filippo Tommaso Marinetti
- 1876-1956 — Agostino John Sinadino
- 1881-1955 — Luigi Motta
- 1881-1956 — Giovanni Papini
- 1883-1916 — Guido Gozzano
- 1883-1920 — Federigo Tozzi
- 1883-1957 — Umberto Saba
- 1884-1965 — Corrado Govoni
- 1885-1932 — Dino Campana
- 1885-1974 — Aldo Palazzeschi
- 1886-1956 — Giovanni Papini
- 1888-1970 — Giuseppe Ungaretti
- 1891-1985 — Riccardo Bacchelli
- 1891-1937 — Antonio Gramsci
- 1891-1952 — Alberto Savinio
- 1892-1953 — Ugo Betti
- 1893-1960 — Alberto Maria De Agostini
- 1893-1973 — Carlo Emilio Gadda
- 1895-1956 — Corrado Alvaro
- 1896-1981 — Eugenio Montale
- 1896-1957 — Giuseppe Tomasi di Lampedusa
- 1896-1982 — Mario Praz
- 1898-1992 — Valentino Bompiani
- 1898-1957 — Curzio Malaparte
- 1899-1960 — Orio Vergani
- 1900-1978 — Ignazio Silone

## Nés auXXesiècle
- 1901-1968 — Salvatore Quasimodo
- 1902-1975 — Carlo Levi
- 1903-2000 — Vincenzo Bianchini
- 1905-1944 — Enzo Sereni
- 1906-1972 — Dino Buzzati
- 1906-1999 — Mario Soldati
- 1906-2001 — Lalla Romano (Graziella Romano)
- 1907-1954 — Vitaliano Brancati
- 1907-1990 — Alberto Moravia
- 1908-1979 — Tommaso Landolfi
- 1908-1950 — Cesare Pavese
- 1908-1966 — Elio Vittorini
- 1909-1977 — Giuseppe Dessì
- 1910-1991 — Mario Tobino
- 1911-1969 — Giorgio Scerbanenco
- 1911-2000 — Attilio Bertolucci
- 1912-1990 — Giorgio Caproni
- 1912-1985 — Elsa Morante
- 1913-1993 — Aladena Fratianno
- 1913-1991 — Vasco Pratolini
- 1913-1983 — Vittorio Sereni
- 1914-1978 — Giuseppe Berto
- 1914-1998 — Anna Maria Ortese
- 1915-1974 — Silvano Ceccherini
- 1916-1991 — Natalia Ginzburg
- 1916-2000 — Giorgio Bassani
- 1917-1987 — Carlo_Cassola
- 1919-1987 — Primo Levi
- 1919-2004 — Benvenuto Revelli
- 1920-1996 — Gesualdo Bufalino
- 1920-2012 — Tonino Guerra
- 1921-1964 — Raniero Panzieri
- 1921-1989 — Leonardo Sciascia
- 1921-1990 — Mario Pomilio
- 1921-2008 — Mario Rigoni Stern
- 1921-2014 — Eugenio Corti
- 1922-1992 — Ernesto Balducci
- 1922-1990 — Giorgio Manganelli
- 1922-1975 — Pier Paolo Pasolini
- 1922-2007 — Dante Isella
- 1922-2007 — Luigi Meneghello
- 1922-1971 — Luciano Bianciardi
- 1923-1985 — Italo Calvino
- 1924-1996 — Goliarda Sapienza
- 1924-1997 — Danilo Dolci
- 1924-2014 — Manlio Sgalambro
- 1924-2001 — Renzo Vespignani
- 1925-2019 — Andrea Camilleri
- 1925-2008 — Marcello Venturi
- 1926-2016 — Dario Fo
- 1927-1995 — Hugo Pratt
- 1927-2016 — Carla Cerati
- 1930-2020 — Alberto Arbasino
- 1930-2010 — Edoardo Sanguineti
- 1932-2016 — Umberto Eco
- 1933-2020 — Aldo Zargani
- 1937-2022 — Gianni Celati
- 1937-2002 - Carmelo Bene
- 1933-2015 — Gian Carlo Riccardi
- 1938- ... — Ernesto Ferrero
- 1938-2020 — Carlo Bordini
- 1939-2017 — Giulio Angioni
- 1942- ... — Massimo Barone
- 1942- ... — Franco Mimmi
- 1943-.... — Valerio Massimo Manfredi
- 1943-2012 — Antonio Tabucchi
- 1943- ... — Giuseppe Pallavicini Caffarelli
- 1944-2012 — Nicola Pugliese
- 1944- ... — Gianfranco de Turris
- 1946- ... — Carlo Bordoni
- 1947- ... — Ermanno Cavazzoni
- 1950- ... — Erri De Luca
- 1950- ... — Mario Farneti
- 1953- ... — Silvana De Mari
- 1953- ... — Dalila Di Lazzaro
- 1955-1991 — Pier Vittorio Tondelli
- 1957- ... — Gilda Piersanti
- 1957- ... — Grażyna Miller
- 1958- ... — Alessandro Baricco
- 1959- ... — Roberto Alajmo
- 1959- ... — Mauro Fabi
- 1959- ... — Alessandro Barbero
- 1959- ... — Pietro Boccia
- 1959- ... — Diego Marani
- 1959- ... — Sandro Veronesi
- 1960- ... — Marcello Fois
- 1960- .. - Claudio Morandini
- 1960- ... — Andrea G. Pinketts
- 1961- ... — Marina Di Guardo
- 1962- ... — Roberto Quaglia
- 1966- ... — Melania Mazzucco
- 1967- ... — Mario Campanino
- 1970- ... — Fabiano Alborghetti
- 1970- ... — Andrea Cacciavillani
- 1970- ... — Alessandro De Roma
- 1970- ... — Isabella Santacroce
- 1970- ... — Paolo Sorrentino
- 1971- ... — Massimiliano Nuzzolo
- 1975- ... — Andrea Bajani
- 1977- ... — Fabiano Massimi
- 1978- ... — Umberto Pasqui
- 1979- ... — Roberto Saviano
- 1980- ... — Francesco Gungui
- 1981- ... — Davide Carnevali
- 1989- ... — Ali Hazelwood

## Études de la littérature italienne